# Чарльз Шухерт
Чарльз Шухерт (3 липня 1858, Цинциннаті, США — 20 листопада 1942, Нью-Гейвен, штат Коннектикут, США) — американський геолог, палеонтолог, палеограф, професор Єльського університету (з 1904) і Шеффілдської наукової школи, хранитель геологічної колекції Музею природничої історії Пібоді при Єльському університеті.
Укладач атласу палеогеографічних карт Північної Америки та автор праць з історичної геології.
Висловив думку, що геологічний вплив людства досяг такої сили, що сучасну епоху цілком можна вважати «психозойською».

## Основні праці
- Schuchert C. Gondwana land bridges // Bull. Geol. Soc. Amer. 1932. Vol. 43, N 4. P. 875—915.
- Schuchert С. Outlines of historical geology. — 3d ed. — N. Y. : J. Wiley and sons, inc. ; L. : Chapmann and Hall, lmd, 1937. — v, 241 p. [1-е видання як Pt. 2. Historical geology в A text-book of geology… N. Y. : John Wiley & Sons, inc., etc., 1924]
- Schuchert С. Atlas of paleogeographic maps of North America / introd. C.O. Dunbar. — N. Y. : Wiley, 1955. — xi, 177 p.
- Schuchert C., Le Vene C.M. The earth and its rhythms. — N. Y. ; L. : D. Appleton and Co., 1927. — xvi, 409 p. [декілька перевидань]